# Podul de Flori
Podul de Flori este denumirea acțiunilor ce s-au derulat pe malurile râului Prut la începutul anilor 1990 respectiv 1991, si mai apoi in 2015. Cu această ocazie, pentru prima oară după cel de-al doilea război mondial, frontiera româno-sovietică a putut fi traversată fără acte.
În mod simbolic, la aceste evenimente au fost lansate flori pe apa Prutului, de pe ambele maluri. Acest detaliu a dat numele manifestărilor respective.

## Primul Pod de Flori
A avut loc pe 6 mai 1990. În cadrul acțiunii, locuitorilor din România li s-a permis ca în ziua respectivă, între orele 13:00 și 19:00, să treacă Prutul în Moldova Sovietică fără pașaport și viză.
De-a lungul frontierei de 700 km de pe Prut, au fost create opt puncte de trecere: Miorcani – Pererita, Stânca–Costești, Iași–Sculeni, Ungheni–Pod Ungheni, Albița–Leușeni, Fălciu–Țiganca, Oancea–Cahul și Galați–Giurgiulești.
La eveniment au participat aproximativ 1.200.000 de oameni.
„Zecile de mii de români de pe ambele maluri au răbufnit ca un fluviu. Românii (de la Vest de Prut – n.r.) au fost primii care au intrat în URSS fără permisiune”, povestește ministrul Culturii și Cultelor de atunci, Ion Ungureanu.
După această acțiune, procedurile de trecere a frontierei sovieto-române au fost simplificate considerabil.

## Al doilea Pod de Flori
S-a desfășurat pe 16 iunie 1991. De data aceasta, locuitorii din Moldova au putut să treacă fără acte hotarul în România.

## Mărturii
„Era o tensiune emoțională de nedescris. Oamenii se strigau pe nume unii pe alții și se regăseau după ani și ani. La un moment dat, de partea cealaltă a râului s-a aruncat un bărbat în apă și a început să vină spre basarabenii de dincoace. Ai mei din Pererâta stăteau încremeniți. Aveau mari emoții și nu îndrăzneau să facă nici o mișcare până s-a aruncat un pererâtean în apă. După el au pornit și ceilalți. S-au întâlnit toți la mijlocul Prutului și au încins acolo, în apă, o horă, lucru nemaivăzut și nemaiauzit nicăieri în altă parte a lumii. De aceea spun că par caraghioși astăzi cei care ironizează Podul de Flori. Nu poate fi ironizată lacrima bucuriei.”—Grigore Vieru, într-un interviu difuzat în mai 2008 de Stela Popa și portalul Unimedia
„La Pod, în satul meu, venise și un medic din Chișinău cu baiețelul său care să fi avut vreo patru anișori și căruia tatăl său îi promisese încă la Chișinău că va vedea români. Cei de pe malul drept erau uzi leoarcă. Oamenii din Pererâta mea aduseseră în fugă haine uscate pentru oaspeții doriți. Se vorbea într-o limbă comună - în română. După două-trei păhăruțe de țuică începuseră să cânte - intonau aceleași cântece comune. La vârsta când încă nu era atins de minciunile noastre lingvistice, băiețelul medicului întrebase cu o naivitate cuceritoare pe tatăl său: ,,Tată, mi-ai promis să-mi arăți români. Care-s ei? ”—Grigore Vieru, Primul Testament

## Diverse
Evenimentul a fost reflectat și în artă, în filmul Podul de flori de Thomas Ciulei. Subiectul filmului este existența de zi cu zi a familiei Arhir din satul Acui, Republica Moldova, cu tatăl care rămâne acasă să lucreze pământul și mama plecată în străinătate la lucru, totul în perioada când a avut loc evenimentul Podul de flori. Podul de flori  este o coproducție româno-germană între Europolis Film, Studioul de Creație Cinematografică a Ministerului Culturii și Ciulei Films Germania.
Filmul regizat de Thomas Ciulei a obținut în anul 2008 Marele Premiu pentru film documentar „Erinnerung und Zukunft” (Amintire și Viitor), precum și premiul „goEast” în memoria lui Reinhard Kämpf la Festivalul de Film goEast din Germania care a avut loc în perioada 9–15 aprilie 2008. Filmul lui Thomas Ciulei a câștigat în același an și Premiul Bibliotecilor, precum și o mențiune la ediția 2008 a Festivalului internațional de filme documentare Cinéma du Réel, desfășurat la Paris în perioada 7–18 martie 2008.